# Nieul
Nieul (tiếng Occitan: Nuèlh) là một xã của tỉnh Haute-Vienne, thuộc vùng Nouvelle-Aquitaine, miền trung nước Pháp.